# Radical Orthodoxy
Radical Orthodoxy ist eine zeitgenössische christlich-theologische Bewegung, die sich als kritische Antwort versteht auf die Trennung von Glauben und Vernunft, wie sie in der Aufklärung und der Moderne vorherrsche. Die Bewegung wurde maßgeblich von John Milbank gegründet und in den 1990er Jahren besonders in Cambridge entwickelt. Zentrale Vertreter sind neben Milbank Catherine Pickstock und Graham Ward. Ihr Ansatz, der in Werken wie Theology and Social Theory (1990) formuliert wurde, will den Zusammenhang zwischen religiöser Offenbarung, kultureller Praxis und gesellschaftlichen Institutionen wieder herstellen.
Der Begriff Radical Orthodoxy verweist dabei auf eine Rückbesinnung auf die „Wurzeln“ des Glaubens (lat. radix) sowie auf eine orthodoxe Ausrichtung im Sinne von richtiger, geradliniger Lehre (griech. ορθός orthós und δόξα dóxa).

## Leitgedanken
Radical Orthodoxy wendet sich sowohl gegen einen als übersteigert bewerteten modernen Rationalismus als auch einen postmodernen Relativismus, indem sie betont, dass nur die Teilnahme an einer transzendenten Ordnung dem Leib und der materiellen Welt ihre volle Bedeutung verleiht. Sie sieht Vernunft und Offenbarung stattdessen als untrennbar miteinander verbunden. Seine volle Identität erreiche der Mensch erst durch die Teilnahme an Gottes Eigenschaften – eine Teilnahme, die sowohl rationales Denken als auch göttliche Offenbarung voraussetzt.
Die Schöpfung wird als fortwährende, durch Gnade ermöglichte Wiederherstellung verstanden. Dabei zählen nicht nur die „natürlichen“ Bereiche, sondern auch von Menschen geschaffene Felder wie Sprache, Kunst, Geschichte und Technologie als integrale Bestandteile der Teilnahme am Göttlichen. So trägt menschliches Schaffen dazu bei, dass auch die Natur zu sich selbst findet.
Ein zentraler Aspekt ist die Theurgie, die in der Liturgie ihren Ausdruck erhält. In der gemeinschaftlichen liturgischen Praxis werde deutlich, dass die vertikale Verbindung zu Gott geht einhergehe mit einer horizontalen Solidarität. Erlösung wird dabei als ein kosmischer und zugleich gemeinschaftlicher Prozess gesehen, in dem das Göttliche, das Menschliche und das Natürliche in wechselseitiger Beziehung stehen.

## Einflüsse
Wichtige moderne Einflüsse sind Henri de Lubacs Ontologie, Hans Urs von Balthasars theologische Ästhetik und Karl Barths Kritik des Liberalismus, sowie die enge Beziehung der Oxford-Bewegung mit der Katholischen Kirche und die platonische Philosophie der Cambridger Platoniker. Wichtige klassische Quellen sind Augustinus, Thomas von Aquin, Nikolaus von Kues und Meister Eckhart.

## Kritik an Duns Scotus und Ursprung der Moderne
Die Vertreter der Radical Orthodoxy sehen in Johannes Duns Scotus eine Schlüsselfigur für die Entstehung der Moderne bzw. des Modernismus. Als entscheidend gilt seine Abkehr von Thomas von Aquins Konzept der „analogia entis“. Während die thomistische Analogielehre eine vermittelnde Position zwischen völliger Unerkennbarkeit und vollständiger Erkennbarkeit Gottes einnahm, habe Scotus sie mit der Univokation des Seins einseitig aufgelöst: Das "Sein" sollte bei Gott und Geschöpfen in gleicher Weise (univok) aussagbar sein. An die Stelle des sich in analoger Teilhabe offenbarenden Gottes sei damit die Vorstellung eines höchsten Wesens getreten, das sich nur quantitativ von anderen Wesen unterscheidet. Diese Entwicklung habe einen theologischen Voluntarismus begründet, der göttliche Offenbarung als reine Willensakte deutet, die der menschlichen Vernunft nicht mehr zugänglich sind. Nach dieser Interpretation bahnte Scotus’ Denken den Weg für die moderne Trennung von Vernunft und Glaube, von Natur und Übernatur, die die Radical Orthodoxy zu überwinden sucht.

## Rezeption im deutschsprachigen Raum
Die Radical Orthodoxy fand bisher im deutschsprachigen Europa nicht denselben Anklang wie im englischen Sprachraum, besonders in Großbritannien und Teilen der USA. Jedoch veranstaltete die STH Basel im Jahr 2014 eine Fachtagung mit John Milbank zu dem Thema. Daraus ging ein Tagungsband hervor. Eine detailreiche und tiefgreifende Diskursanalyse der Radical Orthodoxy hat der österreichische Theologe Andreas G. Weiß in seiner Dissertation Der politische Raum der Theologie vorgelegt. Seine Bearbeitung der theologischen Grundpositionen von John Milbank und Catherine Pickstock hat positives Echo erhalten und gilt als eine der umfassendsten Darstellungen der Radical Orthodoxy im deutschsprachigen Raum.

## Erscheinungen in der Reihe „Radical Orthodoxy“
- John Milbank, Catherine Pickstock, Graham Ward (Hrsg.): Radical Orthodoxy: A New Theology. Routledge, London 1999, ISBN 0-415-19699-X.
- John Milbank, Catherine Pickstock: Truth in Aquinas. Routledge, London 2000, ISBN 0-415-23335-6.
- D. Stephen Long: Divine Economy: Theology and the Market. Routledge, London 2000, ISBN 0-415-22673-2.
- Graham Ward: Cities of God. Routledge, London 2000, ISBN 0-415-20256-6.
- Daniel M. Bell: Liberation Theology After the End of History: The Refusal to Cease Suffering. Routledge, London 2001, ISBN 0-415-24304-1.
- Conor Cunningham: Genealogy of Nihilism: Philosophies of Nothing & the Difference of Theology. Routledge, London 2002, ISBN 0-415-27694-2.
- James K. A. Smith: Speech and Theology: Language and the Logic of Incarnation. Routledge, London 2002, ISBN 0-415-27696-9.
- Michael Hanby: Augustine and Modernity. Routledge, London 2003, ISBN 0-415-28469-4.
- John Milban: Being Reconciled: Ontology and Pardon. Routledge, London 2003, ISBN 0-415-30525-X.
- Tracey Rowland: Culture and the Thomist Tradition: After Vatican II. Routledge, London 2003, ISBN 0-415-30527-6.
- Robert Miner: Truth in the Making: Knowledge and Creation in Modern Philosophy and Theology. Routledge, London 2003, ISBN 0-415-27698-5.
- Simon Oliver: Philosophy, God and Motion. Routledge, London 2005, ISBN 0-415-36045-5.